# Ольшанецкий, Александр
Александр (Иегошия) Ольшанецкий (23 октября 1892, Одесса — 3 июня 1946, Нью-Йорк) — американский композитор и дирижер, известный деятель еврейского театра на идише первой половины XX века.

## Биография
Родился Иегошия Ольшанецкий (а именно таково настоящее имя музыканта) в семье одесского торговца и получил классическое религиозное образование в хедере и современное западное образование в гимназии.
Ещё с детства Ольшанецкий пел в хоре синагоги и играл на скрипке и нескольких других музыкальных инструментах. В 1917 году музыкант был принятым скрипачом в оркестре Одесского оперного театра, вместе с которым в годы Гражданской войны в России оказался в Сибири. Работал хормейстером в театре русской оперетты. Был мобилизован и служил капельмейстером полка, вместе с которым оказался впоследствии в Харбине. В этом маньчжурском городе он познакомился с еврейской театральной труппой, возглавляемой Перецом Сандлером. Впоследствии последний эмигрировал в США и Ольшанецкий взял труппу под свое руководство. В Харбине он также написал музыку к пьесе Ицхака Каплана «Назад домой в Сион». Проехав с гастролями российской оперной труппой по Китаю, Японии и Индии, в 1921 году он вернулся в Харбин, чтобы убедиться в том, что еврейская труппа окончательно распалась.
В 1922 году Ольшанецкий эмигрировал в США, где уже жил его дядя-актер Гайман Мейзель. Там он некоторое время сотрудничал с Еврейским художественным театром, в том числе во время гастролей на Кубе, на которых он возглавлял театральную труппу. Вернувшись в Нью-Йорк, он работал в двух еврейских театрах — Леноксе в Гарлеме и Либерти в Бруклине, пока не получил «повышение», перейдя на работу в более престижный Национальный театр.
В 1929 году, после громкого успеха своих оперетт, он дебютировал на радио с переработанной версией собственной музыки к классическому произведению Аврума Гольдфадена «Бар Кохба». Тогда же он возглавлял студийный оркестр звукозаписывающей студии Брансвик.
В сезоне 1930—1931 для театра Проспект написал музыку к спектаклям и оперетт «Я хочу ребёнка» (1930), «Его последний танец» (1930), «Больной человек» (1931) и «Первый поцелуй» (1931) Исраэля Розенберга. В 1932 для Национального театра (труппа Натана Гольдберга) написал музыку к оперетте «Песня гетто» Уильяма Зигеля. В 1934 году для театра на втором Авеню (труппа Дэвида Кесслера) написал музыку к оперетте «Шарманщик» Луи Фраймана, в 1935-м — «Что делают девушки» Уильяма Зигеля, а в 1938-м уже для труппы Абэ Гросса — музыку к оперетте «Да здравствует Америка» Аврум Блума.
В 1939 написал музыку для радиоспектакля «Новый человек» по пьесе Сэмюэла Коэна и Ицхока Фридмана.
Его последние оперетты были написаны для Общественного театра на либретто Джулии Бернс (Бернштейн), которая работала на еврейском радио, «Золотая страна» (1943) и «Всем хочется жениться» (1944).
Написал музыку к двум кинофильмам: «Сын кантора» (1937) режиссёра Ильи Мотылева и «Вильнюсский кантор» (1940) режиссёра Макса Носика.
Был женат на своей двоюродной сестре, актрисе еврейского театра Белле Майзель (1902—1991, во втором браке была замужем за Германом Яблоковым).
Александр Ольшанецкий умер 3 июня 1946 года в Нью-Йорке и был похоронен на кладбище «Гора Хеврон» в Квинсе на участке, принадлежащем Еврейскому театральному союзу.

## «Я так тебя люблю»
Самым известным музыкальным произведением, которое оставил после себя Александр Ольшанецкий является песня «Я так тебя люблю» (идиш איך האָב דיך צו פֿיל ליב‎) с его же музыкальной комедии «Шарманщик». Премьера спектакля, слова к песням которой написал Хаим Таубер, состоялась во время театрального сезона 1933—1934 годов в театре Дэвида Кесслера на Второй авеню. «Шарманщик» впервые относился со звездной подборкой актёров, среди которых были Джулиус Натансон, дебютировавший тогда на сцене центрального театра, Энни Томашевская, сестра Бориса Томашевского и Люба Кадисон, благодаря которой эта песня и появилась в постановке.

### Критика и признание
Как часто бывает в таких случаях, музыка оперетты была встречена одобрительными отзывами критиков, тогда как сама пьеса была разгромлена за свою неправдоподобность и дыры в сюжете. Музыку же назвали «классикой, которая заняла достойное место на сцене Венской оперетты … бриллиантом еврейского театра». «Их хоб дих цу фил либ» хвалили за ее изобретательность и форму, а Люба Кадисон получила высокую оценку за «свои вкус и сдержанность, которых явно не хватает другим театрам на Второй авеню». Сначала создатели оперетты хотели, чтобы её персонаж пела какую-то «слезливую до банальности песенку», на что Люба ответила несогласием. По её словам, она настояла на том, чтобы песню переписали таким образом, чтобы она естественно вытекала из душевных стремлений цыганки Маши. Также она утверждает, что её идеей была и сцена с гаданием на картах и специфический тон песни, в котором сочетается выражение человеческой боли и осознание любовных страданий, которые продлятся всю жизнь.
В течение последующих лет песня, потеряв связь со своим театральным контекстом, стала любимицей еврейских музыкальных коллективов. В 1940 году была записана её английская версия «I love you much too much» в исполнении Боба Зарка и Дельта Ритм Бенд, после чего песня получила признание и в остальном мире.